# 김우종
김우종(金宇鍾, 1929년 2월 4일~)은 대한민국의 교수이자 문학평론가이다. 김우종의 문학연구와 평론활동은 주로 문학의 현실반영적 측면을 강조하는 것이 특징으로 꼽힌다. 1957년 현대문학에 「은유법론고」와 「이상론」을 발표하여 평론으로 등단했다.

## 생애
1929년 2월 4일 함경북도 성진(城津) 출신이다. 송도고교를 거쳐 서울대 국문학과를 졸업하였으며, 충남대학교, 경희대학교, 덕성여자대학교 교수를 역임하였다. 1957년 『현대문학』에 「은유법론고」와 「이상론」을 발표하여 등단하였다. 대학에서는 한국 현대소설의 사적 체계화에 관심을 두고 소설사의 정립을 위한 연구를 수행했다. 1960년대 이후 모순된 현실을 직시하고 그 비판과 저항의식을 강조하는 「복종과 반항」, 「작가와 현실」, 「민족문학의 새 차원」 등 다수의 평론을 발표하였다. 그의 문학연구와 평론활동은 주로 문학의 현실반영적 측면을 강조하는 입장에 서 있으며, 문학이 자율성을 지키되 현실 속에서 눈을 뜨고 있는 양심과 정의를 발견하고 제시하는 길을 한국문학이 지향해야 할 목표로 설정하였다. 그는 스스로 이러한 문학을 ‘도표(道標)의 문학’이라 칭하고 ‘도표의 문학’의 건설을 강하게 환기시켰거니와, 이런 관점 하에서 「춘향전」 등 고전문학에서부터 동시대의 문학까지를 체계적으로 재질서화하였다. 이러한 활동은 문학의 현실반영적 성격을 문단의 중심문제의 하나로 제기했다는 점에서 의의가 크다. 실제로 그의 평론활동은 1960년대의 참여문학 그리고 1970년대 이후의 민족문학 논의에 직‧간접적인 영향을 미쳤다. 최근 발간한 『서정주의 음모와 윤동주의 눈물』(2012)은 서정주 문학의 친일사상을 고발한 것으로 유명하다.
주요 저서로는 『한국현대소설사』(1968), 『작가론』(1973), 『현대소설의 이해』(1980), 『한국근대문학사조사』(1982) 등이 있다. 1970년대 이후 지성과 감성의 조화를 바탕으로 수많은 수필집과 산문집을 발간했으며, 대표적인 산문집으로는 『이 조용한 배에』(1977), 『젊은날의 꿈과 고뇌』(1983), 『사랑과 행복의 조건』(1986), 『내일도 우리가 사랑한다면』(1990), 『바보야 바보야 이 바보야』(1994), 『대학은 죽었다』(2005) 등이 있다. 1958년 한국문인협회상과 1969년 월탄문학상을 수상하였다. 1993년에는 박재삼 시인, 윤경수 교수 등과 함께 격월간 한겨레문학 창간에 참여하여 초대편집위원을 맡았으며 이후, 한국대학신문 주필을 지냈다.

## 연보
- 1929  2월 4일(陰) 함북 성진(城津)에서 부 김재환(金在煥), 모 송태순(宋泰淳)의 7남매 중 셋째 아들로 태어남.
- 1937 산양학원(山陽學院) 4년 수료(∼1941)
- 1941 연백국민학교 4학년에 편입학하여 졸업(∼1944)
- 1944 개성 송도중학교 6년 졸업(∼1950)
- 1946 전국학생미전(京城齒減醫專主催) 특선(정물)
- 1950 서올대학교 문리대 국문과 졸업(∼1958)
- 1957 3월∼5월 [현대문학]에서 <은유법논고>와 <이상론(李箱論)>으로 조연현(趙演鉉) 선생의 추천을 받고 평론가로 등단.
- 1958 1월 [여원사] 편집부 기자
- 1958 2월 서울대학교 국문과 졸업
- 1958 5월 유래겸(柳來謙)의 딸 덕임(德姙)과 결혼
- 1959 한국문학가협회상 수상.
- 1959 진명여고 교사(∼1960)
- 1960 배화여고 교사(∼1960)
- 1960 보성여고 교사(∼1962)
- 1962 충남대학교 강사(∼1963)
- 1963 충남대학교 전임강사?조교수(∼1967)
- 1967 경희대학교 조교수?부교수 및 교수(∼1976)
- 1969 <한국현대소설사>로 월탄문학상 수상
- 1969 제6회 목우회(木友會) 공모전 입선(油畵 ‘晩秋’)
- 1970 제7회 목우회 공모전 입선(油畵 ‘靜物’)
- 1973 겨울 유신독재하에서 이호철(李浩哲), 장백일(張伯逸), 정을병(鄭乙炳), 임헌영(任軒永)과 함께 날조된 문인간첩단사건으로 투옥됨
- 1974 출옥, 경희대에서 휴직
- 1976 2월 경희대에서 정부탄압에 의한 해직
- 1975 1월 미술회관에서 第1회 유화전(油畵展)
- 1975 3월 양지화랑(陽地畵廊)에서 과인서화(戈人書畵) 12인전
- 1977 5월 미술회관에서 제2회 유화전(油畵展)
- 1979 5월 출판문화회관에서 제3회 유화전(油畵展)
- 1980 덕성여자대학교 국문학과 교수(∼1995)
- 1988 5월 백(白)갤러리에서 제4회 유화전(油畵展)
- 1980 덕성여대 국문과 교수(∼1995)
- 1993 문학평론가협회 회장(∼1996)
- 1995 한국대학신문사 주필(∼2004). 2월말 덕성여대에서 정년퇴임
- 1996 한국동서양화 32인전(토론토, 뉴욕)
- 1998 한국화가의일상전
- 1998 전국고학력미취업대책본부 본부장
- 1998 참여연대 자문위원
- 1993년 ~ 1998년 한겨레문학 초대편집위원
- 2000 참여연대 고문. (현)한국문학평론가협회 명예회장

## 저서
- 은유법논고
- 이상론
- 항거 없는 성춘향
- 난해시의 본질
- 죄수를 위한 불망비(不忘碑)
- 비평의 자유
- 단군신화의 시적 의미
- 수인(囚人)의 항변
- 비평의 원칙문제
- 주제와 구성의 문제
- 복종과 반항
- 정형시의 현대적 의미
- 비평문학의 존엄성
- 현대작가산고
- 동인상 수상작품론
- 고대문학사상재고
- 평론에 있어서의 월평문제
- 당면과제의 사적고찰
- 문학기능론
- 숙명적인 기도
- 문학의 이해
- 새 세대, 새 문학
- 초토(焦土)문단의 사상
- 도피와 참여의 도착
- 심청 탄생 설화고
- 현진건론
- 나도향론
- 황무지에 뿌린 씨
- 작가적 휴머니스트론
- 유적지의 인간과 그 문학
- 이 공허한 메아리
- 미완성품 구성형식
- 작가의 현실
- 농촌과 문학
- 작자 독자간의 상호견제
- 집약적 상황도
- 오상원론
- ‘심청전’의 풍자정신
- 반역과 긍정의 의미
- 순수의 자기기만
- 긍정적 인간과 대화정신
- 이 해의 작단 총평
- 향가와 토착어의 이미지
- 민족문학의 새 차원
- 변모하는 한국문학
- 박영준의 ‘외짝 양말들’
- 40년대 문학의 주제와 작중인물
- 한국현대소설사
- 역사의 투영체와 작가의 눈
- 배금시대의 문예
- 71년 문학쟁점의 행방
- 한국소설의 반성
- 김동인론
- 이광수와 개화기의 문학
- 비평과 아카데미즘
- 산문정신의 구도자
- 민족문학의 새 지점
- 작가론
- 화려한 ‘순수’에의 미몽
- 한국문학의 전망
- 김동환의 문학사적 위치
- 광복 30년의 소설사
- 소설사 개관
- 한국문학의 오늘과 내일
- 최일남 소설집 ‘서울 사람들’
- 윤동주의 문학사적 위치
- 한국현대소설사
- ‘감자’는 자연주의 작품인가
- 최근 소설의 몇 가지 경향
- 인류복지와 예술의 기능
- 시대의 통증에 대한 투시
- 문학의 대중화란 바람직한가
- 한국인의 유산과 그 미망
- 한국문학 속의 상업주의와 그 반성
- 70년대 한국문학의 향방
- 70년대 시의 작단
- 비인간화와 개인의 자유
- 현대소설의 이해
- 세계장편소설의 이해
- 장백일 저 ‘문학비평론’
- 박명성 시집 ‘나그네 길에서’
- 한국근대문학사조사
- 비평문학론
- 문학 속의 밝음과 어둠
- 순수 문학의 이론적 체계 정립
- 해방후의 대표작 세 편
- 1920년대 비평문학
- 민중문학의 성격과 그 형성과정
- 문학비평 집대성한 공동연구서
- 순수문학 비판
- 이기영론
- 암흑기 최후의 별-윤동주의 문학사적 위치(윤동주)
- 한국 비평문학 대계

## 수상
- 1959년 : 한국문인협회상
- 1969년 : 월탄문학상
- 1994년 : 서울시 문화상 (문학부문 )
- 1999년 : 보관문화훈장
- 2006년 : 조연현 문학상
- 2006년 : 윤동주문학 공로상
- 2007년 : 윤병로 문학상
- 2009년 : 천상병 시문학상
- 2015년 : 한국현대수필 문학상 대상

## 참고 문헌
- 한국현대문학대사전
- 조선향토대백과
- 국어국문학자료사전
- 한국민족문화대백과